# Bosquerola de Barbuda
La bosquerola de Barbuda (Setophaga subita) és un ocell de la família dels parúlids (Parulidae).

## Hàbitat i distribució
Habita matolls i boscos de l'illa de Barbuda, al Carib.